# Phloeopora arctica
Phloeopora arctica är en skalbaggsart som beskrevs av Lohse in Lohse, Klimaszewski och Ales Smetana 1990. Phloeopora arctica ingår i släktet Phloeopora och familjen kortvingar. Inga underarter finns listade i Catalogue of Life.